# The Confessions Tour
Cet article concerne l’album. Pour la tournée, voir Confessions Tour.
Albums de Madonna
I'm Going to Tell You a Secret
(2006) Hard Candy
(2008)
Vidéos par Madonna
I'm Going to Tell You a Secret
(2006) Sticky and Sweet Tour
(2010)
The Confessions Tour est le deuxième album live de l'artiste américaine Madonna, sorti le 26 janvier 2007 chez Warner Bros. Records. Il contient le film The Confessions Tour: Live from London, qui a été réalisé par Jonas Åkerlund à partir des concerts donnés par Madonna les 15 et 16 août 2006 pendant sa tournée mondiale Confessions Tour, ainsi qu'un CD de 13 titres. 
The Confessions Tour: Live from London avait été diffusé aux États-Unis en novembre 2006 sur le réseau de télévision NBC dans une version censurée, omettant entre autres la performance de Live to Tell pendant laquelle Madonna apparaît crucifiée. L'album propose le concert dans sa version intégrale.
À sa sortie, l'album a reçu un accueil critique mitigé. En 2008, l'album a reçu le Grammy Award du meilleur long-métrage musical. D'un point de vue commercial, The Confessions Tour s'est retrouvé en tête des classements officiels dans un certain nombre de pays européens et dans le top 10 au Canada, au Japon et au Royaume-Uni. Aux États-Unis, l'album s'est classé à la 15e place dans le Billboard 200. Il s'est vendu à plus d'1,2 million d'exemplaires dans le monde.

## Caractéristiques
- Durée du DVD : 2:01:00 (2 heures et 1 minutes)
- Durée du CD : 1:15:00 (1 heure et 15 minutes)
- Durée du bonus : 0:15:00 (15 minutes)
- Sous-titres : Anglais, Allemand, Néerlandais, Français, Espagnol, Italien, Portugais et Suédois.

## Liste des morceaux
| Édition DVD | Édition DVD                       | Édition DVD                                                               | Édition DVD | Édition DVD | Édition DVD | Édition DVD | Édition DVD | Édition DVD | Édition DVD |
| No          | Titre                             | Auteur                                                                    | Durée       |             |             |             |             |             |             |
| ----------- | --------------------------------- | ------------------------------------------------------------------------- | ----------- | ----------- | ----------- | ----------- | ----------- | ----------- | ----------- |
| 1.          | Future Lovers / I Feel Love       | Madonna, Mirwais Ahmadzaï / Donna Summer, Peter Bellotte, Giorgio Moroder | 8:04        |             |             |             |             |             |             |
| 2.          | Get Together                      | Madonna, Stuart Price, Anders Bagge, Peer Åström                          | 5:19        |             |             |             |             |             |             |
| 3.          | Like a Virgin                     | Tom Kelly, Billy Steinberg                                                | 4:08        |             |             |             |             |             |             |
| 4.          | Jump                              | Madonna, Price, Joe Henry                                                 | 4:56        |             |             |             |             |             |             |
| 4.          | Confessions                       | Madonna, Patrick Leonard                                                  | 3:55        |             |             |             |             |             |             |
| 6.          | Live to Tell                      | Madonna, Leonard                                                          | 5:10        |             |             |             |             |             |             |
| 7.          | Forbidden Love                    | Madonna, Price                                                            | 4:24        |             |             |             |             |             |             |
| 5.          | Isaac                             | Madonna, Price                                                            | 6:45        |             |             |             |             |             |             |
| 9.          | Sorry                             | Madonna, Price                                                            | 5:02        |             |             |             |             |             |             |
| 10.         | Like It or Not                    | Madonna, Christian Karlsson, Pontus Winnberg, Henrik Jonback              | 4:51        |             |             |             |             |             |             |
| 11.         | Sorry (Remix)                     | Madonna, Price                                                            | 3:37        |             |             |             |             |             |             |
| 8.          | I Love New York                   | Madonna, Price                                                            | 5:43        |             |             |             |             |             |             |
| 13.         | Ray of Light                      | Madonna, William Orbit, Clive Maldoon, Dave Curtiss, Christine Leach      | 6:26        |             |             |             |             |             |             |
| 14.         | Let It Will Be                    | Madonna, Price, Ahmadzaï                                                  | 7:32        |             |             |             |             |             |             |
| 15.         | Drowned World/Substitute for Love | Madonna, Orbit, Rod McKuen, Anita Kerr, David Collins                     | 5:00        |             |             |             |             |             |             |
| 15.         | Paradise (Not for Me)             | Madonna, Ahmadzaï                                                         | 5:05        |             |             |             |             |             |             |
| 17.         | Music Inferno                     | Madonna, Ahmadzaï / Leroy Green, Ron Kersey                               | 7:49        |             |             |             |             |             |             |
| 18.         | Erotica                           | Madonna, Shep Pettibone, Anthony Shimkin                                  | 4:47        |             |             |             |             |             |             |
| 19.         | La Isla Bonita                    | Madonna, Leonard, Bruce Gaitsch                                           | 5:02        |             |             |             |             |             |             |
| 20.         | Lucky Star                        | Madonna                                                                   | 4:36        |             |             |             |             |             |             |
| 21.         | Hung Up                           | Madonna, Price, Benny Andersson, Björn Ulvaeus                            | 9:50        |             |             |             |             |             |             |
| 122:38      |                                   |                                                                           |             |             |             |             |             |             |             |

| Édition CD | Édition CD                  | Édition CD                                    | Édition CD | Édition CD | Édition CD | Édition CD | Édition CD | Édition CD | Édition CD |
| No         | Titre                       | Auteur                                        | Durée      |            |            |            |            |            |            |
| ---------- | --------------------------- | --------------------------------------------- | ---------- | ---------- | ---------- | ---------- | ---------- | ---------- | ---------- |
| 1.         | Future Lovers / I Feel Love | Madonna, Ahmadzaï / Summer, Bellotte, Moroder | 8:00       |            |            |            |            |            |            |
| 2.         | Like a Virgin               | Steinberg, Kelly                              | 4:13       |            |            |            |            |            |            |
| 3.         | Jump                        | Madonna, Price, Henry                         | 4:53       |            |            |            |            |            |            |
| 4.         | Confessions                 | Madonna, Leonard                              | 3:53       |            |            |            |            |            |            |
| 5.         | Isaac                       | Madonna, Price                                | 6:45       |            |            |            |            |            |            |
| 6.         | Sorry                       | Madonna, Price                                | 5:03       |            |            |            |            |            |            |
| 7.         | Sorry (Remix)               | Madonna, Price                                | 3:44       |            |            |            |            |            |            |
| 8.         | I Love New York             | Madonna, Price                                | 5:36       |            |            |            |            |            |            |
| 9.         | Let It Will Be              | Madonna, Price, Ahmadzaï                      | 4:45       |            |            |            |            |            |            |
| 10.        | Music Inferno               | Madonna, Ahmadzaï / Green, Kersey             | 7:41       |            |            |            |            |            |            |
| 11.        | Erotica                     | Madonna, Pettibone, Shimkin                   | 4:55       |            |            |            |            |            |            |
| 12.        | Lucky Star                  | Madonna                                       |            |            |            |            |            |            |            |
| 13.        | Hung Up                     | Madonna, Price, Andersson, Ulvaeus            | 9:50       |            |            |            |            |            |            |
| 73:14      |                             |                                               |            |            |            |            |            |            |            |

| 14. | Get Together | Madonna, Price, Bagge, Åström           | 5:22 |
| 15. | Ray of Light | Madonna, Orbit, Maldoon, Curtiss, Leach | 6:12 |

Notes
- Music Inferno contient également le medley The Duck Mixes the Hits (incluant Borderline,  Erotica,  Dress You Up,  Holiday et Disco Inferno)
- Hung Up contient un sample de la chanson Gimme! Gimme! Gimme! (A Man After Midnight) du groupe ABBA.

## Ventes d'album et certifications
Estimations  Mondial : 1 060 000

### CD + DVD
- Grèce : 10 000 ( Or)
- Mexique : 50 000 ( Or)
- Australie : 15 000 ( Platine)
- Belgique : 35 000 ( Or)
- République tchèque : 6 000 (triple  Platine)
- Brésil : 30 000
- France : 75 000 ( Or)
- Hong Kong : 40 000 ( 2 × Platine)
- Italie : 80 000 ( Platine)
- Japon : 55 000
- Portugal : 10 000 ( Or)

### DVD
- Brésil : 50 000 ( Platine)
- France : 40 000 ( 2 × Platine)
- Portugal : 8 000 ( Platine)
- Pologne : 5 000 ( Or)

## Crédits
- Réalisation : Jonas Åkerlund
- Société de production : Semtex Films
- Production déléguée : Madonna, Angela Becker, Guy Oseary, Kai-Lu Hsiung, John Payne
- Production : Sara Martin
- Direction de la photographie : Eric Broms
- Montage : Jonas Åkerlund, Danny B. Tull, Johan Söderberg, Philip Richardson
- Costumes : Arianne Phillips, Jean-Paul Gaultier

### Clips extraits du DVD
- (en) [vidéo] « Future Lovers/I Feel Love », sur YouTube
- (en) [vidéo] « Jump », sur YouTube
- (en) [vidéo] « I Love New York », sur YouTube
- (en) [vidéo] Ray of Light sur Dailymotion
- (en) [vidéo] « Erotica », sur YouTube